# Selección de fútbol de las Islas Marshall
La selección de fútbol de las Islas Marshall representa a las Islas Marshall en fútbol a nivel de selecciones nacionales y es controlada por la Federación de Fútbol de las Islas Marshall. Actualmente no pertenece ni a FIFA ni a la OFC.

## Historia
Antes de 2020 la Federación de Fútbol de las Islas Marshall se describían como el último país independiente en no contar con una selección de fútbol y no ser miembro de la FIFA o algún ente rector de fútbol internacional. El país virtualmente no tenía historia en fútbol ya que se practicaba el béisbol y el baloncesto por la relación cercana del país con Estados Unidos.
La Federación de Fútbol de las Islas Marshall fue fundada el 31 de diciembre de 2020, y en diciembre de 2021 contrataron a su primer entrenador para su selección nacional, el inglés con licencia de la UEFA Lloyd Owens, que hizo un viaje de 13,000 km en el verano de 2023. Owers fue el responsable de crear la estructura de fútbol en el país para el desarrollo de programas juveniles que terminarían en el equipo nacional.
En enero de 2024 las Islas Marshall tuvieron su primera reunión para conformar a su equipo nacional. Para junio de 2025 se anunció que la federación preparaba los papeles para ingresar a la AFC y la CONCACAF, por si las restricciones presupuestarias de la OFC limitaran su afiliación a la federación oceánica. El entrenador Lloyd Owers fue el de la idea de que la selección integrara alguna de esas confederaciones.
En agosto de 2025 la Federación de Fútbol de Islas Marshall organizó la Outrigger Challenge Cup 2025, competición que se llevó a cabo en Springdale, Arkansas al ser el estado de la unión americana donde residen la mayor parte de inmigrantes de Islas Marshall. El 14 de agosto de 2025, Islas Marshall jugó su primer partido internacional, el cual fue una derrota por 0-4 ante Islas Vírgenes Estadounidenses, Su segundo partido fue ante Islas Turcas y Caicos, donde Josiah Blanton anotó el primer gol de las Islas Marshall en la historia de la selección nacional, partido que perdieron por 2-3.

## Estadio
La sede de la selección nacional es el Majuro Track and Field Stadium, construida para los Juegos de Micronesia con capacidad para 2000 espectadores. Es un punto vital en su infraestructura para su afiliación a la OFC y a la FIFA.

## Resultados

### 2025
| 14 de agosto de 2025 | Islas Marshall | 0–4     | Islas Vírgenes de los Estados Unidos                | Jarrell Williams Bulldog Stadium, Springdale, Arkansas, Estados Unidos |  |
|                      |                | Reporte | - Joseph 3', 42' (pen.), 61' - Catone-Highfield 80' |                                                                        |  |

| 16 de agosto de 2025 | Islas Marshall                            | 2–3     | Islas Turcas y Caicos         | Jarrell Williams Bulldog Stadium, Springdale, Arkansas, Estados Unidos |  |
|                      | - Blanton 27' - Anitok-Brokken 72' (pen.) | Reporte | - Clervil 15', 32' - Paul 24' |                                                                        |  |

## Récord ante otras selecciones
| Pos. | Equipo                               | Pts. | PJ | G | E | P | GF | GC | Dif. |
| ---- | ------------------------------------ | ---- | -- | - | - | - | -- | -- | ---- |
| 1    | Islas Turcas y Caicos                | 0    | 1  | 0 | 0 | 1 | 2  | 3  | −1   |
| 2    | Islas Vírgenes de los Estados Unidos | 0    | 1  | 0 | 0 | 1 | 0  | 4  | −4   |

 Fuente: 